# Boyer (Loire)
Boyer település Franciaországban, Loire megyében. Lakosainak száma 196 fő (2022. január 1.). Boyer Saint-Hilaire-sous-Charlieu, Coutouvre, Jarnosse és Nandax községekkel határos.

## Népesség
A település népességének változása:
| Lakosok száma | 140  | 134  | 126  | 192  | 216  | 202  | 199  | 198  | 197  | 196  |
|               | 1968 | 1982 | 1990 | 2006 | 2013 | 2015 | 2017 | 2019 | 2020 | 2022 |